# Instituto de Geografía
El Instituto de Geografía de la Universidad Nacional Autónoma de México (IGg-UNAM) es un centro académico que realiza y divulga investigaciones científicas de carácter geográfico: conocimiento del territorio, recursos naturales, sociales y económicos.

## Historia
El instituto fue creado en junio de 1943 con una aprobación del Consejo Universitario. Se ubicó en la calle de Palma  9 en el Centro Histórico de la Ciudad de México, casi 10 años después, en 1954, se trasladó a Ciudad Universitaria.

### Titulares
- Rita López de Llergo y Seoane (1943-1964)
- Consuelo Soto Mora (1964-1971)
- María Teresa Gutiérrez de MacGregor (1971-1977)
- Rubén López Recéndez (1977-1983)
- María Teresa Gutiérrez de MacGregor (1983-1989)
- Román Álvarez Béjar (1989-1997; dos periodos de cuatro años)
- José Luis Palacio Prieto (1997-2003)
- Adrián Guillermo Aguilar Martínez (2004-2008)
- Irasema Alcántara Ayala (2008-2012)
- José Omar Moncada Maya (2012-2016)
- Manuel Suárez Lastra (2016-).[3][4]

## Organización

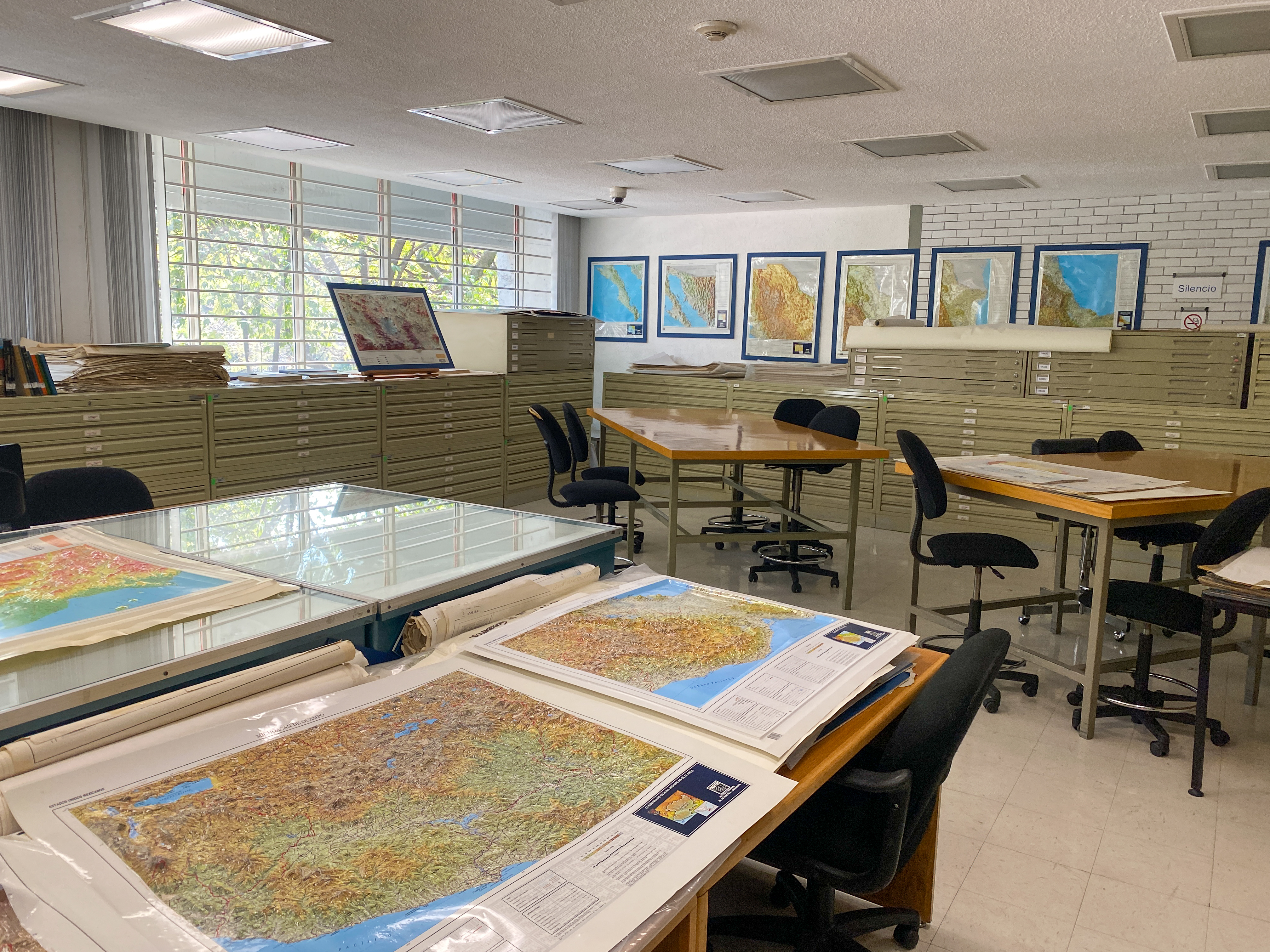
Vista de la Mapoteca Alejandro de Humboldt.

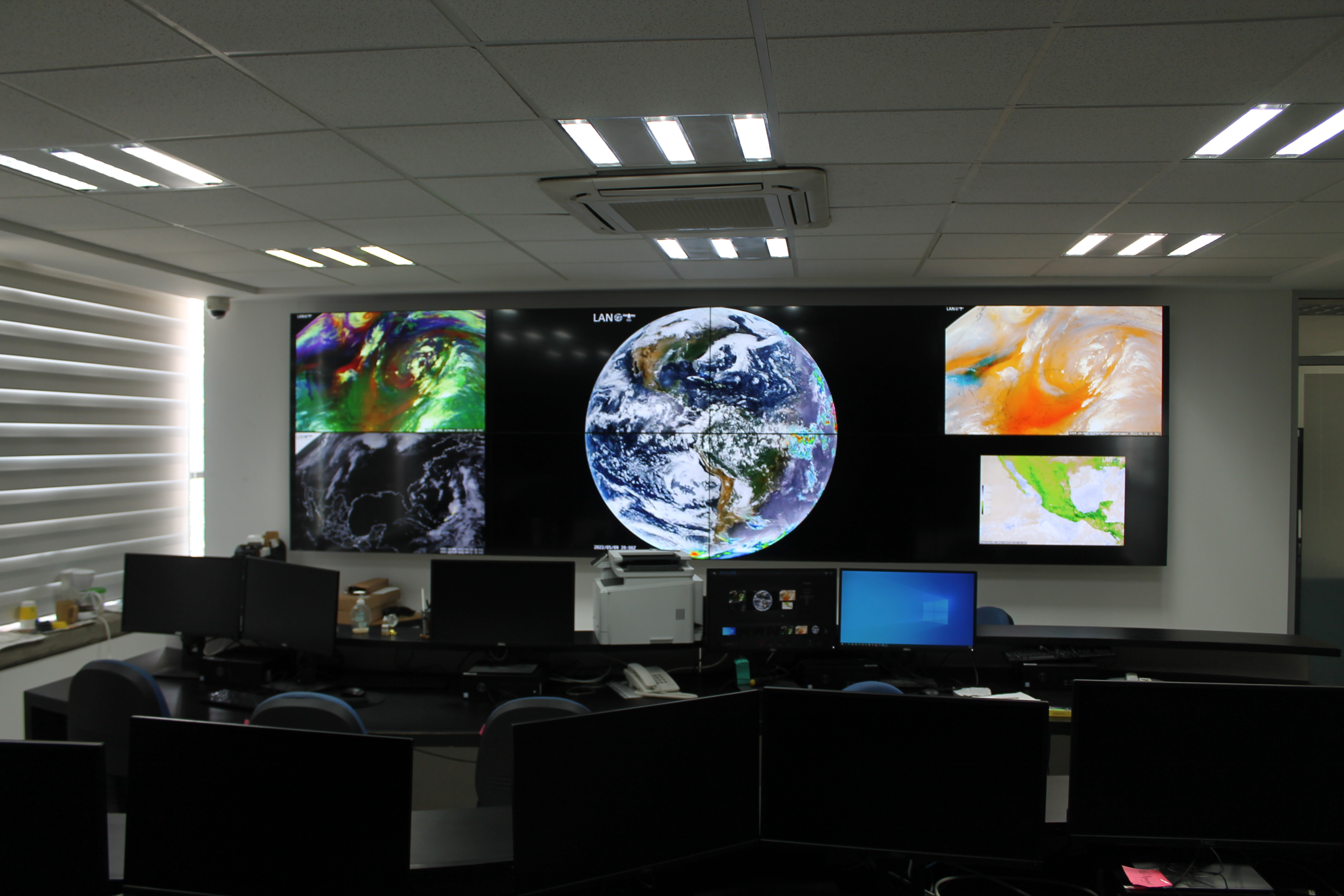
Instalaciones del Laboratorio Nacional de Observación de la Tierra en el Instituto de Geografía, UNAM.

Está organizado en tres departamentos (geografía económica, geografía física y geografía social), un Laboratorio de Análisis Geoespacial, una sección editorial, la Unidad de Tecnologías de la Información, y una biblioteca que cuenta con más de 35 000 títulos y alberga una vasta colección sobre geografía, cuenta también con una mapoteca, con más de 20 000 documentos). Además alberga el Laboratorio Nacional de Observación de la Tierra.
Su principal objeto de estudio es el espacio geográfico y los elementos, físicos como socioeconómicos, que lo componen.
Dentro de sus líneas de investigación se encuentran:
- Ambiente y sustentabilidad
- Ciudades y desarrollo urbano
- Desarrollo geotecnológico
- Economía y territorio
- Geociencias y sus aplicaciones
- Historia, cultura y paisaje
- Población y territorio
- Política pública y prospectiva
- Prevención y gestión de riesgo.[7]